# Благов, Фёдор Иванович
Фёдор Иванович Благов (1866—1934) — русский журналист, редактор газеты «Русское слово».

## Биография
Происходил из купеческой семьи Романово-Борисоглебского уезда Ярославской губернии. Окончил 5-ю московскую гимназию (1886) и медицинский факультет Московского университета (1892). Некоторое время работал врачом в Мариинской больнице, в Ремесленной богадельне и в Александровском училище при ней; затем отошёл от врачебной практики.
Женился на дочери И. Д. Сытина, М. И. Сытиной и стал пайщиком и членом правления торгового дома «И. Д. Сытин»; участвовал в редактировании ряда сытинских изданий. С мая 1901 года был официальным главным редактором газеты «Русское слово». Один из современников писал о нём: 

Это был труженик, ушедший в дело с головой и почти отказавшийся ради газеты от личной жизни. Он сросся с «Русским словом», так сроднился с его сотрудниками, что смотрел на газету как на большую семью, свою семью. Тысячи бессонных ночей провел Ф. И. за рабочим столом, и здесь, за этим столом, была его жизнь, его радость, его гордость, его счастье. «Все для газеты и ничего для себя» - это был основной девиз, и он донес это знамя до конца
В 1901 и 1905 годах избирался гласным Московской городской думы. В городской думе Ф. И. Благов поддерживал кадетскую группу.
После Октябрьской революции 1917 года сотрудничал с изданиями, выходившими на контролируемой правительствами Юга России территориях. В 1919 году эмигрировал (со второй своей семьёй) в Румынию, в 1922 году переехал в Чехословакию, затем — во Францию. Был парижским представителем дальневосточных газет «Заря», «Новая шанхайская газета» и др. Умер 29 апреля 1934 года в Париже, похоронен на кладбище в Ванве.